# Ејверил Парк (Њујорк)
Ејверил Парк (енгл. Averill Park) насељено је место без административног статуса у америчкој савезној држави Њујорк.

## Демографија
По попису из 2010. године број становника је 1.693, што је 176 (11,6%) становника више него 2000. године.
| Група             | 2000.         | 2010.         |
| Белци             | 1.475 (97,2%) | 1.617 (95,5%) |
| Афроамериканци    | 4 (0,3%)      | 10 (0,6%)     |
| Азијати           | 7 (0,5%)      | 10 (0,6%)     |
| Хиспаноамериканци | 15 (1,0%)     | 36 (2,1%)     |
| Укупно            | 1.517         | 1.693         |